# Associazione Calcio Perugia 1985-1986
Questa voce raccoglie le informazioni riguardanti l'Associazione Calcio Perugia nelle competizioni ufficiali della stagione 1985-1986.

## Stagione
Pur non operando sostanziali modifiche alla rosa in sede di calciomercato, segnalandosi unicamente per il ritorno in Umbria di Giovanni Pagliari, il Perugia affidato quest'anno alla conduzione tecnica di Massimo Giacomini non riuscì a ripetere le prestazioni dell'annata precedente a causa di un rendimento notevolmente discontinuo che fece oscillare i grifoni nelle posizioni medie della graduatoria, sia pure a ridosso della zona retrocessione stante una classifica corta.
Poche settimane dopo l'avvicendamento in panchina, al ventisettesimo turno, tra Giacomini e il suo vice Giampiero Molinari, la squadra si bloccò definitivamente infilando una serie di otto gare senza vittorie che la condannò alla retrocessione, arrivata matematicamente all'ultima giornata dopo una sconfitta interna maturata nel derby etrusco con l'Arezzo.
Al termine della stagione, il processo seguente al secondo scandalo del Totonero riconobbe colpevoli alcuni dirigenti e giocatori della società, tra cui il presidente Spartaco Ghini e il giocatore Sauro Massi: attraverso il lavoro dei legali di Ghini, il Perugia non ottenne alcuna forte penalizzazione in Serie C1, bensì il declassamento diretto in quarta categoria con un lieve handicap di punti.

## Divise e sponsor
Per la prima volta nella storia del club, venne introdotto un motivo più elaborato delle divise. La prima maglia, che rimaneva rossa con colletto e bordini bianchi, incluse una striscia bianca verticale sul lato sinistro del petto, assieme a un'altra che correva lungo la manica sinistra. La casacca da trasferta riproponeva lo stesso stile, ma a colori invertiti. Lo sponsor Euromobil venne confermato.

## Rosa

Il portiere Andrea Pazzagli

| N. |                   | Ruolo | Calciatore            |
| -- | ----------------- | ----- | --------------------- |
|    | Italia (bandiera) | P     | Andrea Pazzagli       |
|    | Italia (bandiera) | P     | Paolo Fabbri          |
|    | Italia (bandiera) | P     | Graziano Vinti        |
|    | Italia (bandiera) | D     | Attilio Tesser        |
|    | Italia (bandiera) | D     | Fulvio Rondini        |
|    | Italia (bandiera) | D     | Paolo Petitti         |
|    | Italia (bandiera) | D     | Fabrizio Nofri Onofri |
|    | Italia (bandiera) | D     | Marco Gori            |
|    | Italia (bandiera) | D     | Luca Brunetti         |
|    | Italia (bandiera) | D     | Vincenzo Attrice      |
|    | Italia (bandiera) | D     | Corrado Benedetti     |
|    | Italia (bandiera) | C     | Pasquale Logarzo      |
|    | Italia (bandiera) | C     | Walter Allievi        |

| N. |                   | Ruolo | Calciatore            |
| -- | ----------------- | ----- | --------------------- |
|    | Italia (bandiera) | C     | Carlo Valentini       |
|    | Italia (bandiera) | C     | Massimo De Stefanis   |
|    | Italia (bandiera) | C     | Stefano Cuoghi        |
|    | Italia (bandiera) | C     | Mauro Amenta          |
|    | Italia (bandiera) | C     | Luigi Pomponi         |
|    | Italia (bandiera) | A     | Sauro Massi           |
|    | Italia (bandiera) | A     | Moreno Morbiducci     |
|    | Italia (bandiera) | A     | Giovanni Pagliari     |
|    | Italia (bandiera) | A     | Walter Novellino      |
|    | Italia (bandiera) | A     | Dante Bertoneri       |
|    | Italia (bandiera) | A     | Paolo Alberto Faccini |
|    | Italia (bandiera) | A     | Danilo Piermarini     |

## Risultati

### Campionato

#### Girone di andata
| 8 settembre 1985 1ª giornata | Perugia | 2 – 2 | Catanzaro |  |

| 15 settembre 1985 2ª giornata | Monza | 1 – 0 | Perugia |  |

| 22 settembre 1985 3ª giornata | Perugia | 0 – 4 | Ascoli |  |

| 29 settembre 1985 4ª giornata | Perugia | 0 – 1 | Brescia |  |

| 6 ottobre 1985 5ª giornata | Palermo | 1 – 1 | Perugia |  |

| 13 ottobre 1985 6ª giornata | Perugia | 2 – 1 | Campobasso |  |

| 20 ottobre 1985 7ª giornata | Sambenedettese | 0 – 0 | Perugia |  |

| 27 ottobre 1985 8ª giornata | Perugia | 2 – 0 | Triestina |  |

| 3 novembre 1985 9ª giornata | Cagliari | 0 – 1 | Perugia |  |

| 10 novembre 1985 10ª giornata | Cremonese | 2 – 1 | Perugia |  |

| 17 novembre 1985 11ª giornata | Perugia | 1 – 0 | Pescara |  |

| 24 novembre 1985 12ª giornata | Genoa | 1 – 0 | Perugia |  |

| 1º dicembre 1985 13ª giornata | Perugia | 0 – 0 | Cesena |  |

| 8 dicembre 1985 14ª giornata | Perugia | 0 – 0 | Lazio |  |

| 15 dicembre 1985 15ª giornata | Lanerossi Vicenza | 1 – 0 | Perugia |  |

| 22 dicembre 1985 16ª giornata | Perugia | 1 – 1 | Empoli |  |

| 5 gennaio 1986 17ª giornata | Catania | 2 – 1 | Perugia |  |

| 12 gennaio 1986 18ª giornata | Perugia | 2 – 0 | Bologna |  |

| 19 gennaio 1986 19ª giornata | Arezzo | 1 – 0 | Perugia |  |

#### Girone di ritorno
| 26 gennaio 1986 20ª giornata | Catanzaro | 1 – 2 | Perugia |  |

| 2 febbraio 1986 21ª giornata | Perugia | 2 – 1 | Monza |  |

| 9 febbraio 1986 22ª giornata | Ascoli | 1 – 1 | Perugia |  |

| 16 febbraio 1986 23ª giornata | Brescia | 1 – 1 | Perugia |  |

| 23 febbraio 1986 24ª giornata | Perugia | 0 – 0 | Palermo |  |

| 2 marzo 1986 25ª giornata | Campobasso | 2 – 1 | Perugia |  |

| 9 marzo 1986 26ª giornata | Perugia | 0 – 0 | Sambenedettese |  |

| 16 marzo 1986 27ª giornata | Triestina | 1 – 0 | Perugia |  |

| 29 marzo 1986 28ª giornata | Perugia | 1 – 1 | Cagliari |  |

| 6 aprile 1986 29ª giornata | Perugia | 1 – 0 | Cremonese |  |

| 13 aprile 1986 30ª giornata | Pescara | 2 – 1 | Perugia |  |

| 27 aprile 1986 31ª giornata | Perugia | 1 – 1 | Genoa |  |

| 4 maggio 1986 32ª giornata | Cesena | 2 – 0 | Perugia |  |

| 11 maggio 1986 33ª giornata | Lazio | 0 – 0 | Perugia |  |

| 18 maggio 1986 34ª giornata | Perugia | 1 – 1 | Lanerossi Vicenza |  |

| 25 maggio 1986 35ª giornata | Empoli | 1 – 1 | Perugia |  |

| 1º giugno 1986 36ª giornata | Perugia | 0 – 0 | Catania |  |

| 8 giugno 1986 37ª giornata | Bologna | 4 – 2 | Perugia |  |

| 15 giugno 1986 38ª giornata | Perugia | 0 – 2 | Arezzo |  |

## Statistiche

### Statistiche di squadra
| Competizione | Punti | In casa | In casa | In casa | In casa | In casa | In casa | In trasferta | In trasferta | In trasferta | In trasferta | In trasferta | In trasferta | Totale | Totale | Totale | Totale | Totale | Totale | DR  |
| Competizione | Punti | G       | V       | N       | P       | Gf      | Gs      | G            | V            | N            | P            | Gf           | Gs           | G      | V      | N      | P      | Gf     | Gs     | DR  |
| ------------ | ----- | ------- | ------- | ------- | ------- | ------- | ------- | ------------ | ------------ | ------------ | ------------ | ------------ | ------------ | ------ | ------ | ------ | ------ | ------ | ------ | --- |
| Serie B      | 32    | 19      | 6       | 10      | 3       | 16      | 15      | 19           | 2            | 6            | 11           | 13           | 24           | 38     | 8      | 16     | 14     | 29     | 39     | -10 |
| Coppa Italia | 4     | 3       | 0       | 2       | 1       | 1       | 2       | 2            | 1            | 0            | 1            | 2            | 1            | 5      | 1      | 2      | 2      | 3      | 3      | 0   |
| Totale       |       | 22      | 6       | 12      | 4       | 17      | 17      | 21           | 3            | 6            | 12           | 15           | 25           | 43     | 9      | 18     | 16     | 32     | 42     | -10 |

### Statistiche dei giocatori
| Giocatore      | Serie B  | Serie B | Serie B     | Serie B    | Coppa Italia | Coppa Italia | Coppa Italia | Coppa Italia | Totale   | Totale | Totale      | Totale     |
| Giocatore      | Presenze | Reti    | Ammonizioni | Espulsioni | Presenze     | Reti         | Ammonizioni  | Espulsioni   | Presenze | Reti   | Ammonizioni | Espulsioni |
| -------------- | -------- | ------- | ----------- | ---------- | ------------ | ------------ | ------------ | ------------ | -------- | ------ | ----------- | ---------- |
| W. Allievi     | 38       | 4       | ?           | ?          | ?            | ?            | ?            | ?            | 38+      | 4+     | ?           | ?          |
| M. Amenta      | 4        | 0       | ?           | ?          | ?            | ?            | ?            | ?            | 4+       | 0+     | ?           | ?          |
| V. Attrice     | 9        | 0       | ?           | ?          | ?            | ?            | ?            | ?            | 9+       | 0+     | ?           | ?          |
| C. Benedetti   | 25       | 0       | ?           | ?          | ?            | ?            | ?            | ?            | 25+      | 0+     | ?           | ?          |
| D. Bertoneri   | 13       | 0       | ?           | ?          | ?            | ?            | ?            | ?            | 13+      | 0+     | ?           | ?          |
| L. Brunetti    | 32       | 1       | ?           | ?          | ?            | ?            | ?            | ?            | 32+      | 1+     | ?           | ?          |
| S. Cuoghi      | 34       | 0       | ?           | ?          | ?            | ?            | ?            | ?            | 34+      | 0+     | ?           | ?          |
| M. De Stefanis | 31       | 5       | ?           | ?          | ?            | ?            | ?            | ?            | 31+      | 5+     | ?           | ?          |
| P. Faccini     | 23       | 2       | ?           | ?          | ?            | ?            | ?            | ?            | 23+      | 2+     | ?           | ?          |
| M. Gori        | 14       | 0       | ?           | ?          | ?            | ?            | ?            | ?            | 14+      | 0+     | ?           | ?          |
| P. Logarzo     | 8        | 1       | ?           | ?          | ?            | ?            | ?            | ?            | 8+       | 1+     | ?           | ?          |
| S. Massi       | 30       | 3       | ?           | ?          | ?            | ?            | ?            | ?            | 30+      | 3+     | ?           | ?          |
| M. Morbiducci  | 20       | 5       | ?           | ?          | ?            | ?            | ?            | ?            | 20+      | 5+     | ?           | ?          |
| F. Nofri       | 24       | 0       | ?           | ?          | ?            | ?            | ?            | ?            | 24+      | 0+     | ?           | ?          |
| W. Novellino   | 25       | 0       | ?           | ?          | ?            | ?            | ?            | ?            | 25+      | 0+     | ?           | ?          |
| G. Pagliari    | 31       | 4       | ?           | ?          | ?            | ?            | ?            | ?            | 31+      | 4+     | ?           | ?          |
| A. Pazzagli    | 38       | -39     | ?           | ?          | ?            | ?            | ?            | ?            | 38+      | -39+   | ?           | ?          |
| P. Petitti     | 10       | 0       | ?           | ?          | ?            | ?            | ?            | ?            | 10+      | 0+     | ?           | ?          |
| D. Piermarini  | 6        | 1       | ?           | ?          | ?            | ?            | ?            | ?            | 6+       | 1+     | ?           | ?          |
| F. Rondini     | 37       | 0       | ?           | ?          | ?            | ?            | ?            | ?            | 37+      | 0+     | ?           | ?          |
| A. Tesser      | 34       | 0       | ?           | ?          | ?            | ?            | ?            | ?            | 34+      | 0+     | ?           | ?          |
| C. Valentini   | 4        | 0       | ?           | ?          | ?            | ?            | ?            | ?            | 4+       | 0+     | ?           | ?          |